# Coua

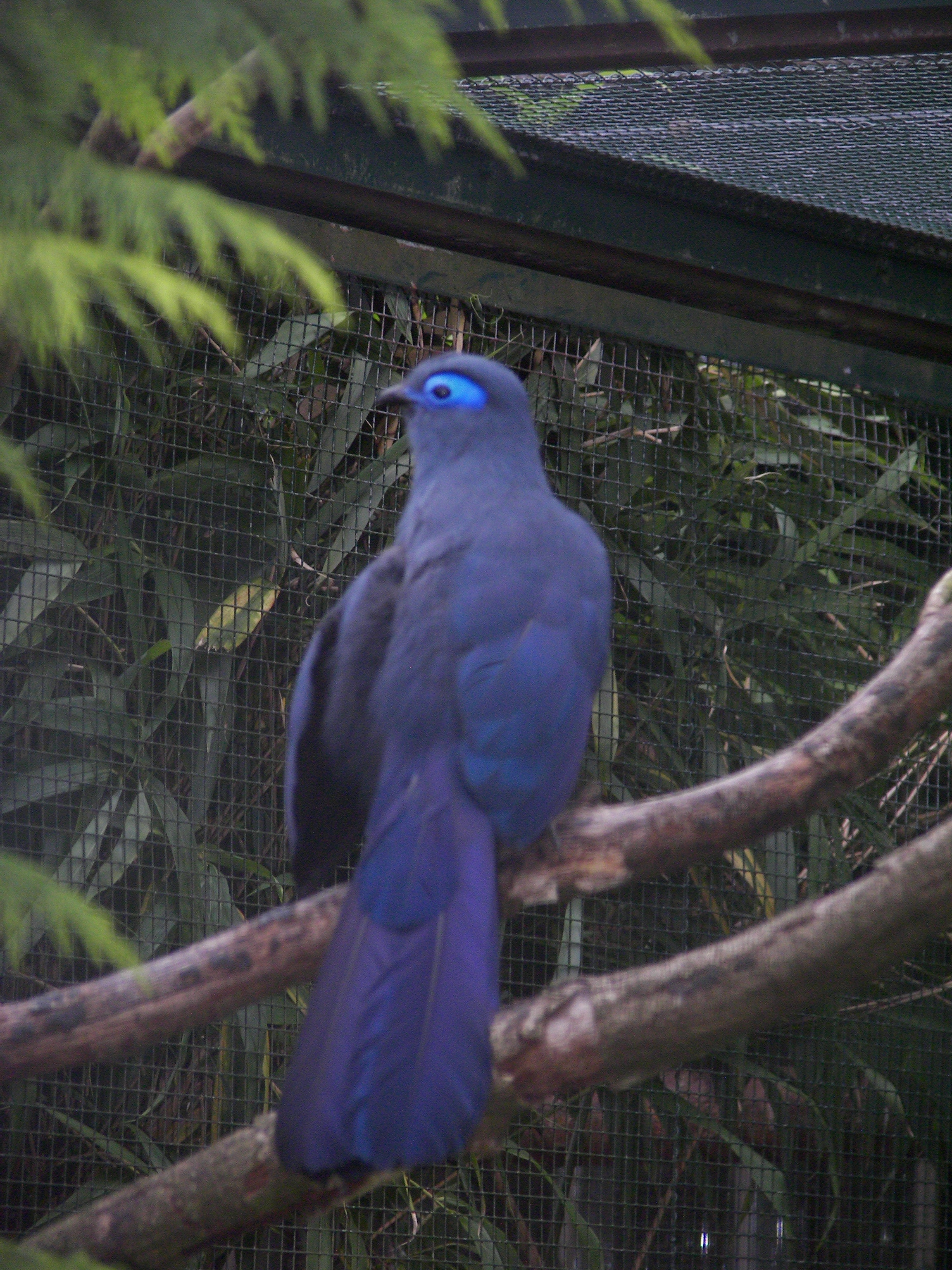
kék selyemkakukk (Coua caerulea)

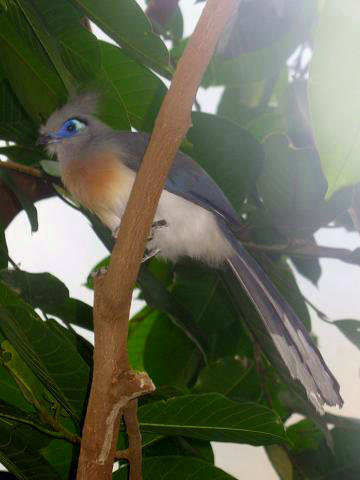
kontyos selyemkakukk (Coua cristata)

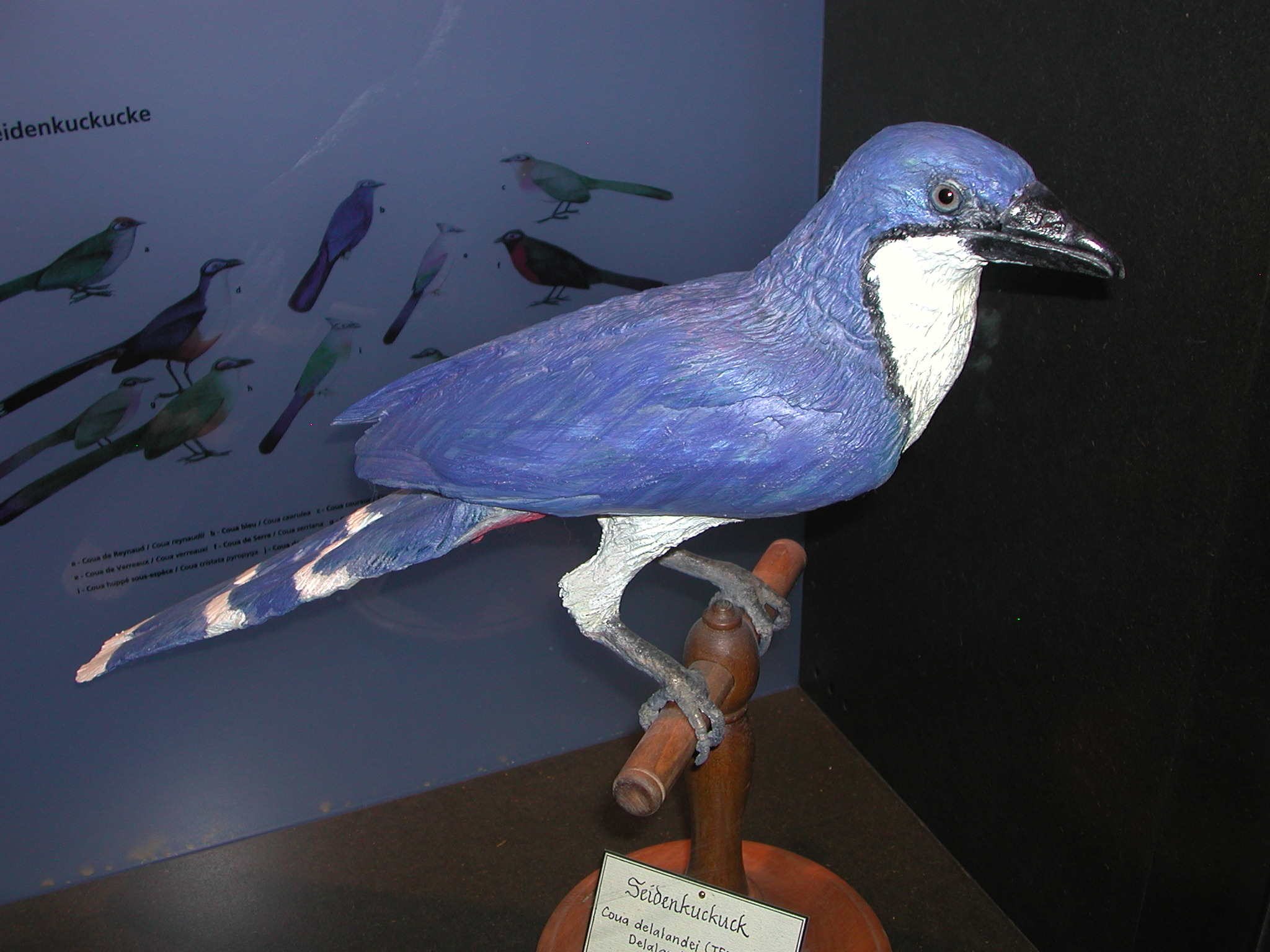
A Delalande-selyemkakukk (Coua delalandei) kihalt a 19. század végére

A selyemkakukkok (Coua) a madarak osztályának kakukkalakúak (Cuculiformes) rendjébe és a kakukkfélék (Cuculidae) családjába, azon belül pedig a selyemkakukkformák (Phaenicophaeinae) alcsaládjába tartozó nem.

## Elterjedésük
A nem összes tagja kizárólag Madagaszkár szigetén endemikus.
Nyolc fajuk közül 3 a sziget keleti részén található esőerdők lakója, míg a maradék 6 a száraz erdők és bozótosok madara, és csak a sziget keleti és déli részén honos.

## Megjelenésük
A selyemkakukkok hasonlítanak a kakukkalakúakkal viszonylag közeli rokon, csak Afrikában élő turákóalakúak (Musophagiformes) madárrendjének tagjaira. Mint azoknak, a Coua fajoknak is csupasz bőrfelületek láthatóak szemük környékén.
Méretük erősen változó, legkisebb fajuk futó selyemkakukk (Coua cursor) súlya csak 120 gramm, míg az óriás selyemkakukk (Coua gigas) elérheti a 400 grammos súlyt is.

## Életmódjuk
A selyemkakukkok mindenevő madarak, egyaránt elfogyasztanak gyümölcsöket, leveleket, rovarokat, pókokat, kétéltűeket és gyíkokat is.
A kisebb fajok több időt töltenek a fákon is, de a testesebb fajok szinte teljesen talajlakó életmódot folytatnak.
A Coua fajok valamennyien saját fészket építenek és ott költik ki tojásaikat, fészekparazita faj nincs közöttük.
Természetes ellenségeik közé tartozik a sziget emlős csúcsragadozója, a fossza (Cryptoprocta ferox), valamint a nagyobb ragadozó madarak, mint a madagaszkári odúhéja (Polyboroides radiatus) vagy a madagaszkári héja (Accipiter henstii). Fő ellenségük azonban az ember, sok fajukat ma is vadásszák húsuk miatt.

## Rendszerezésük
A klasszikus rendszertanban a selyemkakukkok különálló alcsaládot alkottak a kakukkféléken belül, a Couinae alcsaládot.
1997 óta azonban összevonják őket az Ázsiában honos selymeskakukkokkal egy közös alcsaládba, a selyemkakukkformák (Phaenicophaeinae) alcsaládba. Ezen belül azonban két nemzetségre különülnek el a madagaszkári fajok alkotják a Couini, míg az ázsiai fajok a Phaenicophaeini nemzetséget. 
A két csoport rokonságát filogenetikus vizsgálatok is megerősítették. 
Ezek alapján a Coua nem képviselői monotipikus csoportot alkotnak, mely azonban kettő kládra osztható. Egyikbe tartozik a fákon élő Coua caerulea és Coua cristata, míg a másikba a talajlakó fajok, a Coua cursor, a Coua serriana, a Coua reynaudii és a  Coua ruficeps (Még csak a hat fajt vizsgálták alaposabban, a másik három faj helye még nem tisztázott).
A Coua nemnek mára csak nyolc élő képviselője maradt. Egyik fajuk a 19. század során kihalt, míg egy alfajuk a 20. század második felében tűnt el. Ezeken kívül kettő fajukat még a történelmi idők előtt kiirtották a Madagaszkáron megtelepülő őslakók.
- kék selyemkakukk (Coua caerulea)
- Coquerel-selyemkakukk (Coua coquereli)
- kontyos selyemkakukk (Coua cristata)
  - Coua cristat maxima - csak az 1950-ben gyűjtött típuspéldány alapján ismert, feltehetően mára kihalt
- futó selyemkakukk (Coua cursor)
- Delalande-selyemkakukk (Coua delalandei) – kihalt a 19. század végén
- óriás-selyemkakukk (Coua gigas)
- vörösfejű selyemkakukk (Coua reynaudii)
- vörössapkás selyemkakukk (Coua ruficeps)
- vörösmellű selyemkakukk (Coua serriana)
- Verreaux-selyemkakukk (Coua verreauxi)

Csak csontmaradványok alapján ismert, több száz éve kihalt fajok :
- Coua primaeva
- Coua berthae

## Fordítás
- Ez a szócikk részben vagy egészben  a   Seidenkuckucke című német Wikipédia-szócikk ezen változatának fordításán alapul.  Az eredeti cikk szerkesztőit annak laptörténete sorolja fel. Ez a jelzés csupán a megfogalmazás eredetét és a szerzői jogokat jelzi, nem szolgál a cikkben szereplő információk forrásmegjelöléseként.